# 보아의 콘서트 목록

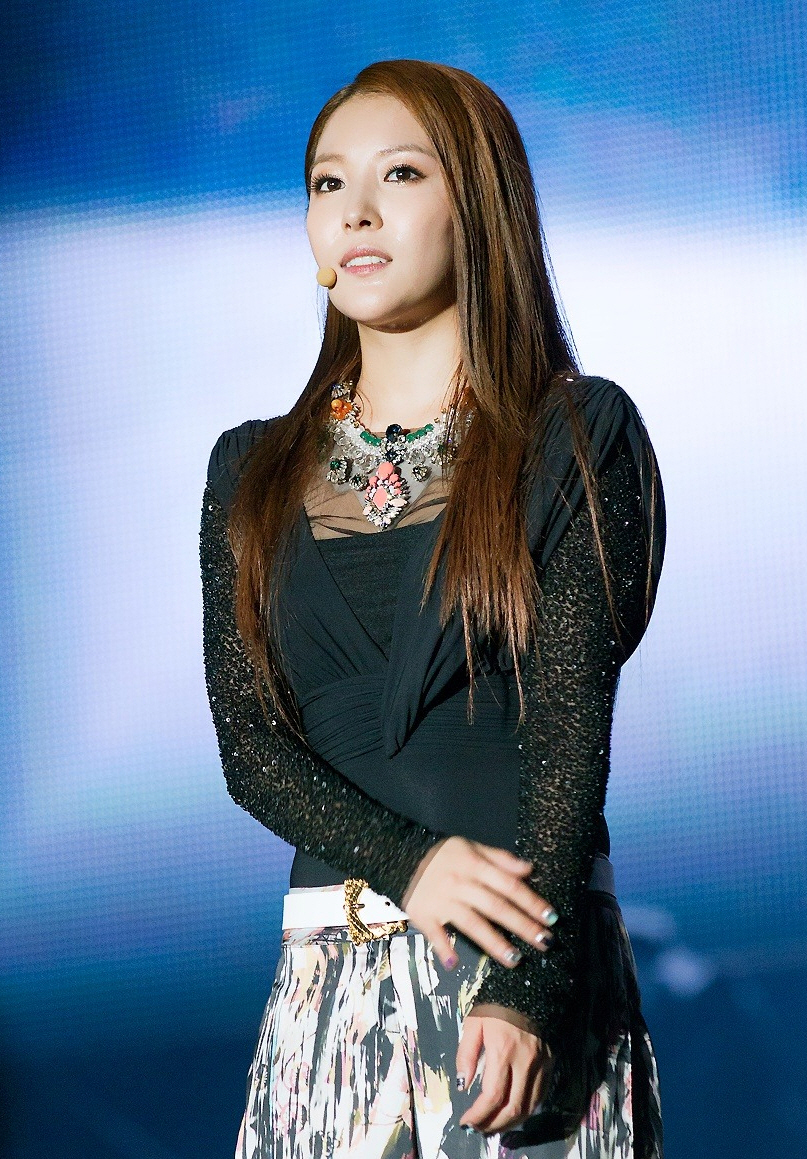

다음은 대한민국의 가수 보아가 한국과 일본에서 개최한 콘서트에 대한 내용이다.

## 대한민국에서 개최한 단독 공연
보아는 2003년 이후 일본에서 매년 전국 투어 콘서트를 개최한 것과 달리, 한국에서는 일본 활동으로 인해 시간적 제약을 받아 데뷔 후 12년이 지나도록 단독 콘서트를 한 번도 개최한 적이 없었다. 이에 따라 보아의 한국 팬들은 오랫동안 한국에서의 콘서트를 열망해 왔다. 그리고 마침내 보아의 첫 번째 한국 단독 콘서트 개최가 확정되었다. 2013년 1월 26일 올림픽공원 내 올림픽홀에서 개최되며 《BoA Special Live 2013 ~ Here I Am ~ 》라는 제목으로 개최되었다. 10년전부터 밴드와 함께 단독 공연을 열어온 것을 잘 알고 있는 국내외의 보아팬들과 음악관계자들의 이목이 집중되고 있다.

### 《MBC 게릴라콘서트 - BoA편, 2002》 (2002년)
2002년 4월 안산 화랑유원대 자동차극장에서 5000명의 관객을 모으는 목표로 게릴라콘서트를 펼쳤다. 12638명의 관객을 모아 결과는 성공이었다. 방송은 2002년 5월 5일 방송되었다. 이 공연은 정식공연으로 볼 수 없으며, 단지 데뷔 12년동안 한국에서 정식 콘서트를 펼치지못한 보아 팬들이 기념하는 보아의 비공식 한국 첫 단독 공연으로 남고 있다. 이 공연에서 보아는 1집 히트곡들과 2집 노래 일부를 불렀다. 또한 이 공연 인터뷰에서 '위안부 할머니들이 한국 가수(BoA)가 일본에서 활동해서 좋은 성적을 거둬서 자랑스럽다'고 보아에게 한 말을 보아가 직접 언급하였다.

#### 일정·개최지
- 2002년 4월 27일 : 안산 화랑유원대 자동차극장

#### 세트 리스트
1. No.1
2. ID;Peace B
3. 늘(Waiting..)
4. My Sweetie
5. 사라(SARA)
6. Don't Start Now
7. Dear My Love
8. Every Heart-ミンナノキモチ- (Japanese Ver.)
9. Amazing Kiss (Japanese Ver.)

### 《Made in BoA, 2007》 (2007년)
2007년 2월 24일 오후 4시, 제주도 서귀포시에서 '한류 엑스포 in Asia'의 특별행사로 개최되었다. 보아의 공식적인 한국 첫 단독 공연이며 첫 유료 단독 공연이다. 그러나 이것은 특별행사의 일관으로 콘서트라고 하기에는 부족하다. 이 공연에서 보아는 〈Girls On Top〉, 〈My Name〉, 〈Winter Love〉, 〈슬픔은 넘쳐도〉, 〈VALENTI〉 등 한·일 양국에서 발표한 곡들을 두루 불렀고, 앵콜곡으로 〈Everlasting〉을 불렀다. 공연 중에 가진 인터뷰에서는 술에 대한 생각을 솔직하게 밝히기도 하고, 이 공연에는 해외 팬 300여명을 포함하여, 전부 1500여명의 관객이 참석했다.

#### 일정·개최지
- 2007년 2월 24일 : 제주 국제컨벤션센터 탐라홀

#### 세트 리스트
1. 슬픔은 넘쳐도
2. 메리크리(Japanese Ver.)
3. No.1
4. Winter Love
5. Everlasting

## 일본에서 개최한 라이브 투어

### 《BoA 1st LIVE TOUR 2003 VALENTI》 (2003년)
《BoA 1st LIVE TOUR 2003 VALENTI》는 일본에서 개최된 보아의 데뷔 첫 단독 콘서트이다. 일본 두 번째 정규 앨범 《VALENTI》가 발매된 지 2개월여 만인 2003년 3월 27일에 오사카에서 시작하여 총 6회의 공연을 펼쳤다.

#### 일정·개최지
- 2003년 3월 27일 : 오사카 페스티벌 홀
- 2003년 3월 28일 : 오사카 페스티벌 홀
- 2003년 3월 30일 : 나고야 센츄리 홀
- 2003년 3월 31일 : 나고야 센츄리 홀 (추가공연)
- 2003년 4월 5일 : 국립 요요기 경기장 제1체육관
- 2003년 4월 6일 : 국립 요요기 경기장 제1체육관 (추가공연)

#### 세트 리스트
1. LISTEN TO MY HEART
2. BESIDE YOU -僕を呼ぶ声-
3. 気持ちはつたわる
4. 奇蹟
5. flower
6. B.I.O
7. Searching for truth
8. JEWEL SONG
9. 世界の片隅で
10. POWER
11. Nobody but you
12. Amazing Kiss
13. No.1
14. VALENTI

<앵콜>
1. ID; Peace B
2. Shine We Are! ※당시 신곡
3. HOLIDAY ※2003년 4월 5일 공연만
4. WINDING ROAD ※2003년 4월 6일 공연만
5. Every Heart -ミンナノキモチ-

(총 17곡 / 국립 요요기 경기장 제1체육관 공연은 18곡)

#### 콘서트 이야기
- 나고야 공연에서는, 마지막 곡 〈Every Heart -ミンナノキモチ-〉를 부르던 도중, 감정이 북받쳐 눈물을 흘렸다. 때문에 노래의 일부분을 제대로 부르지 못했다.
- 2003년 4월 5일 공연에서는, 앵콜곡을 부를 때 PALM DRIVE가 출연해 함께 〈HOLIDAY〉를 불렀다.
- 마지막 날 공연에서는, 앵콜곡을 부를 때 DABO가 출연해 함께 〈WINDING ROAD〉를 불렀다.

#### 콘서트 DVD
이 콘서트 투어의 DVD는 2003년 7월 2일, 《BoA FIRST LIVE TOUR 2003~VALENTI~》라는 이름으로 발매되었다. 마지막 날의 공연 모습이 수록되어 있다.

### 《BoA LIVE TOUR 2004 LOVE&HONESTY》 (2004년)
《BoA LIVE TOUR 2004 LOVE&HONESTY》는 일본에서 개최된 두 번째 콘서트 투어이다. 앨범 《LOVE & HONESTY》 발매 2달 후인 2004년 3월 20일에 시작했고, 전체적으로 CG 등의 기술을 사용하여 시각적인 연출이 돋보이는 공연이었다. 도쿄에서 개최되지 않은 대신, 사이타마시나 요코하마 등 도쿄 인접 지역으로 분산 개최되었다.

#### 일정·개최지
- 2004년 3월 20일 : 사이타마 슈퍼 아레나
- 2004년 3월 21일 : 사이타마 슈퍼 아레나 (추가공연)
- 2004년 3월 26일 : 나고야 레인보우 홀
- 2004년 3월 27일 : 나고야 레인보우 홀 (추가공연)
- 2004년 4월 3일 : 마린 멧세 후쿠오카
- 2004년 4월 10일 : 오사카 성 홀
- 2004년 4월 11일 : 오사카 성 홀 (추가공연)
- 2004년 4월 17일 : 요코하마 아레나
- 2004년 4월 18일 : 요코하마 아레나 (추가공연)

#### 세트 리스트
1. DOUBLE
2. 奇蹟
3. EXPECT
4. Easy to be hard
5. LOVE&HONESTY
6. Amazing kiss
7. SOME DAY ONE DAY ※사이타마 공연에서만
8. Song with no name ~名前のない歌~
9. Midnight Parade
10. Rock With You
11. Be the one
12. Over ~Across the time~
13. Shine We Are!
14. VALENTI
15. No.1
16. JEWEL SONG

<앵콜>
1. Everything needs love
2. the Love Bug ※요코하마 첫날 공연에서만
3. LISTEN TO MY HEART
4. Every Heart -ミンナノキモチ-
5. Feel the same

(총 19곡 / 사이타마 공연과 요코하마 공연 첫날은 20곡)

#### 콘서트 이야기
- 요코하마 공연 첫 날에는, 앵콜곡을 부를 때 m-flo의 VERBAL이 등장해 함께 〈the Love Bug〉를 불렀다.
- 마지막 날 공연에서는 마지막 곡 〈Feel the same〉를 노래하다가 울음을 터뜨려, 마지막 부분은 노래할 수 없었다. 이 모습은 DVD로 확인할 수 있다.

#### 콘서트 DVD
마지막 날 공연 모습이 수록된 콘서트 DVD 《BoA LIVE TOUR 2004 -LOVE & HONESTY-》가 2004년 7월 7일에 발매되었다.

### 《BoA ARENA TOUR 2005 BEST OF SOUL》 (2005년)
《BoA ARENA TOUR 2005 BEST OF SOUL》는 일본에서 개최된 세 번째 콘서트 투어이다. 100만장을 넘는 판매량을 기록한 베스트 앨범 《BEST OF SOUL》을 내건 콘서트 투어로, 2004년 싱글 〈[[메리크리|メリクリ]]〉가 발매될 때 콘서트 투어를 개최한다는 사실이 발표되었다. 첫 발표 이후 3회의 공연이 추가되었다.

#### 일정·개최지
- 2005년 4월 2일 : 마린 멧세 후쿠오카 (추가 공연)
- 2005년 4월 7일 : 국립 요요기 경기장 제1체육관
- 2005년 4월 9일 : 국립 요요기 경기장 제1체육관
- 2005년 4월 10일 : 국립 요요기 경기장 제1체육관 (재추가 공연)
- 2005년 4월 16일 : 오사카 성 홀
- 2005년 4월 17일 : 오사카 성 홀
- 2005년 4월 23일 : 나고야 레인보우 홀
- 2005년 4월 24일 : 나고야 레인보우 홀 (추가 공연)

#### 세트 리스트
1. 奇蹟
2. LISTEN TO MY HEART
3. Rock With You
4. Amazing Kiss
5. 気持ちはつたわる
6. DOUBLE
7. コノヨノシルシ
8. B.I.O
9. Be the one
10. LOVE&HONESTY
11. JEWEL SONG
12. Shine We Are!
13. VALENTI
14. No.1
15. QUINCY

<앵콜>
1. メリクリ
2. DO THE MOTION
3. 메들리（Rock With You / ID:Peace B / VALENTI / With U）※4월 2일, 7일 공연에서만
4. With U ※4월 9일, 10일 공연에서만
5. Every Heart -ミンナノキモチ-

(총 19곡)

#### 콘서트 이야기
- 후쿠오카 공연에서는, 보아가 공연 중에 오른쪽 다리를 다쳐 춤을 출 수 없었다. 그러나 그녀는 아픔을 참아 내면서 다리를 질질 끌면서도 끝까지 라이브를 끝냈다. 〈Shine We Are!〉를 끝낸 후, 보아가 직접 다쳤다는 사실을 밝혔다. 스탭은 보아의 상황을 고려해 대체 공연까지 생각했지만, 보아 본인의 강한 의지에 의해 공연은 무사히 끝나게 되었다. 그리고 앵콜곡 〈メリクリ〉를 부를 때는 감동하여 눈물을 보였다.
- 4월 2일과 7일 공연에서는 〈B.I.O〉를 노래하면서 덩크 슛을 시도하는 안무가 있었지만, 9일 공연 이후부터는 이 안무가 사라졌다.

#### 콘서트 DVD
마지막 날 공연 모습이 수록된 콘서트 DVD 《BoA ARENA TOUR 2005-BEST OF SOUL-》이 2005년 7월 6일 발매되었다.

### 《BoA THE LIVE 2006 -裏ボア…聴かせ系-》 (2006년)
2006년의 라이브 투어인 《BoA THE LIVE 2006 -裏ボア…聴かせ系-》는 보아가 한 곡도 춤추지 않고 오직 노래만으로 라이브 투어를 실시하여 "더 가까운 곳에서 보아를 느끼게 하고 싶다"는 보아의 바람대로, 일본 데뷔 5주년을 기념하여 열린 라이브 투어이다. 실제로, 2005년 개최된 《BoA ARENA TOUR 2005 BEST OF SOUL》의 공연장들이 모두 10,000명 이상을 수용할 수 있는 곳인데 비해, 이 라이브 투어의 공연장들(ZEPP)은 모두 수용인원 2,000명 안팎의 작은 공연장들이어서 관객들도 좀 더 가까이에서 보아를 볼 수 있었다.
보아의 생일이었던 2006년 11월 5일에는, 《BoA THE LIVE 2006 "20th Birthday"》라는 이름의 추가공연을 도쿄에서 개최했다.

#### 일정·개최지
BoA THE LIVE 2006 -裏ボア…聴かせ系-
- 2006년 9월 29일 : ZEPP 나고야
- 2006년 9월 30일 : ZEPP 나고야
- 2006년 10월 7일 : ZEPP 후쿠오카
- 2006년 10월 8일 : ZEPP 후쿠오카
- 2006년 10월 13일 : ZEPP 오사카
- 2006년 10월 14일 : ZEPP 오사카
- 2006년 10월 17일 : ZEPP 도쿄
- 2006년 10월 18일 : ZEPP 도쿄
- 2006년 10월 21일 : ZEPP 센다이
- 2006년 10월 22일 : ZEPP 센다이
- 2006년 10월 28일 : ZEPP 삿포로
- 2006년 10월 29일 : ZEPP 삿포로

BoA THE LIVE 2006 "20th Birthday"
- 2006년 11월 5일 : ZEPP 도쿄

#### 세트 리스트
1. LISTEN TO MY HEART
2. VALENTI
3. DO THE MOTION
4. Soundscape
5. Your Color
6. Ain't No Sunshine
7. make a secret
8. Moon & Sunrise
9. キミのとなりで
10. 七色の明日~brand new beat~
11. KEY OF HEART
12. LA·LA·LA LOVE SONG
13. QUINCY

<앵콜>
1. Everlasting
2. コノヨノシルシ
3. Winter Love
4. メリクリ ※2006년 9월 30일 공연에서는 〈First snow〉를 부름.
5. the Love Bug ※2006년 11월 5일 공연에서만

(총 17곡, 11월 5일 공연은 총 18곡)

#### 콘서트 DVD
마지막 날 공연 모습이 수록된 콘서트 DVD 《BoA THE LIVE 裏ボア…聴かせ系》가 2007년 3월 7일에 발매되었다. 그러나 이에 앞서, 2007년 1월 17일 발매된 5번째 정규 앨범 《MADE IN TWENTY (20)》의 DVD반에 콘서트 영상의 총 10곡을 선정하여 먼저 수록되었다.

### 《BoA ARENA TOUR 2007 MADE IN TWENTY (20)》 (2007년)
《BoA ARENA TOUR 2007 MADE IN TWENTY (20)》는 일본에서 개최된 다섯 번째 콘서트 투어이다. 5번째 정규 앨범 《MADE IN TWENTY (20)》을 내건 콘서트 투어로, 2006년 《BoA THE LIVE 2006 "20th Birthday"》 공연 중에 이 라이브 투어를 개최한다는 의사를 밝혔다. 바로 이전의 라이브 투어인 《BoA THE LIVE -裏ボア…聴かせ系-》가 춤추는 대신 관객들에게 듣게 하는 라이브 투어였다면, 이 라이브 투어는 관객들에게 보게 하는 라이브 투어라고 밝힌 보아의 말처럼, 눈에 띄는 시각적 연출이 많았다.
2006년 봄에 라이브 투어가 없었던 탓에, 보아는 앨범 《MADE IN TWENTY (20)》의 노래들 외에도 2006년 2월 발매된 전작 《OUTGROW》의 노래들도 이 공연에서 많이 불렀다.

#### 일정·개최지
- 2007년 3월 31일 : 요코하마 아레나
- 2007년 4월 1일 : 요코하마 아레나
- 2007년 4월 7일 : 마린 멧세 후쿠오카
- 2007년 4월 14일 : 오사카 성 홀
- 2007년 4월 15일 : 오사카 성 홀
- 2007년 4월 21일 : 일본 가이시 홀
- 2007년 4월 22일 : 일본 가이시 홀

#### 세트 리스트
1. OUTGROW~Ready Butterfly~
2. SO REAL
3. VALENTI
4. STILL.
5. DO THE MOTION
6. Lady Galaxy
7. Silent Screamerz
8. Candle Lights
9. LONG TIME NO SEE
10. Winter Love
11. Prayer
12. Rock With You
13. cosmic eyes
14. 抱きしめる
15. 七色の明日~Brand New Beat~
16. QUINCY
17. KEY OF HEART

<앵콜>
1. JEWEL SONG
2. Sweet Impact ※당시 신곡
3. Everything Needs Love
4. Gracious Days

(총 22곡)

#### 콘서트 DVD
2007년 4월 15일 공연 모습이 수록된 콘서트 DVD 《BoA ARENA TOUR 2007
MADE IN TWENTY (20)》가 2007년 8월 8일에 발매되었다.

### 《BoA LIVE TOUR 2008 ~THE FACE~》 (2008년)
《BoA LIVE TOUR 2008 ~THE FACE~》는 일본에서 개최된 여섯 번째 라이브 투어이다. 종래의 아레나 투어와는 달리, 모든 공연이 홀 클래스의 공연장에서 이루어지도록 일정이 짜여져 있다. 총 16지역에서 20공연을 개최하며, 이전의 투어에서 공연하지 못했던 지방 도시들까지 돌면서 공연하도록 되어 있다.

#### 일정·개최지
1. 2008년 5월 8일 : 이치하라 시 시민회관
2. 2008년 5월 10일 : 가나가와 현민 홀
3. 2008년 5월 11일 : 가나가와 현민 홀
4. 2008년 5월 15일 : 나고야 센츄리 홀
5. 2008년 5월 16일 : 나고야 센츄리 홀
6. 2008년 5월 21일 : 니가타 현민회관
7. 2008년 5월 23일 : 도야마 오바드 홀
8. 2008년 5월 28일 : 히로시마 후생연금회관
9. 2008년 5월 30일 : 오사카 국제회의 메인 홀
10. 2008년 5월 31일 : 오사카 국제회의 메인 홀
11. 2008년 6월 5일 : 액트시티 하마마쓰
12. 2008년 6월 6일 : 고베 국제회관 국제 홀 (추가공연)
13. 2008년 6월 13일 : 센다이 선 플라자
14. 2008년 6월 17일 : 오이타 iichiko 그랜드 시어터
15. 2008년 6월 18일 : 후쿠오카 선 팰리스
16. 2008년 6월 20일 : 알파 아나부키 홀(가가와 현민 홀)
17. 2008년 6월 22일 : 비와 호 홀
18. 2008년 6월 26일 : 오미야 소닉 시티 (추가공연)
19. 2008년 6월 28일 : 도쿄 국제 포럼 홀A
20. 2008년 6월 29일 : 도쿄 국제 포럼 홀A (추가공연)

#### 세트 리스트
1. LOSE YOUR MIND
2. Girl In The Mirror
3. LISTEN TO MY HEART
4. My Way,Your Way feat.WISE
5. Bad Drive
6. Style
7. Sweet Impact
8. Song With No Name～名前のない歌～
9. Winter Love
10. LOVE LETTER
11. BRAVE
12. ギャップにやられた！
13. Happy Birthday
14. be with you.
15. ～OLD SKOOL MEDLEY～(Rock With You/Amazing Kiss/ID ; Peace B/Shine We Are!/QUINCY/VALENTI)
16. Diamond Heart
17. 抱きしめる
18. AGGRESSIVE

<앵콜>
1. 七色の明日～brand new beat～
2. Kissing you ※당시 신곡
3. Sparkling ※당시 신곡
4. Best Friend

(총 22곡)

#### 콘서트 DVD
2008년 6월 29일 공연 모습이 수록된 콘서트 DVD 《BoA LIVE TOUR 2008
~THE FACE~)》가 2008년 9월 17일에 발매되었다.

### 《BoA LIVE TOUR 2010 ~IDENTITY~》 (2010년)
《BoA LIVE TOUR 2010 ~IDENTITY~》는 일본에서 개최된 일곱 번째 라이브 투어로, 직전 투어였던 《BoA LIVE TOUR 2008 ~THE FACE~》 이후 2년 여만에 개최되었다. 보아 자신이 직접 프로듀스한 자신의 일본 정규 7집 《IDENTITY》의 곡들 위주로 세트리스트를 구성하였으며, 미국 앨범에 수록된 곡들도 세트리스트에 포함시켰다.《BoA LIVE TOUR 2008 ~THE FACE~》와 마찬가지로 모든 공연이 홀 클래스의 공연장에서 이루어지도록 일정이 짜여져 있다. 총 9개 도시, 13공연을 개최하였다.

#### 일정·개최지
1. 2010년 2월 17일 : 코베 국제 회관 코쿠사이 홀
2. 2010년 2월 18일 : 코베 국제 회관 코쿠사이 홀
3. 2010년 2월 24일 : 카나가와현립 현민 홀
4. 2010년 2월 25일 : 카나가와현립 현민 홀
5. 2010년 3월 7일 : 후쿠오카 산파 레스
6. 2010년 3월 9일 : 오사카 국제 회의장 메인 홀
7. 2010년 3월 10일 : 오사카 국제 회의장 메인 홀
8. 2010년 3월 20일 : 히로시마 ALSOK 홀
9. 2010년 3월 26일 : 아이치현 예술 극장
10. 2010년 3월 28일 : 센다이 썬 플라자 홀
11. 2010년 4월 9일 : 오미야 소닉 시티
12. 2010년 4월 15일 : 도쿄 국제 포럼 홀A
13. 2010년 4월 16일 : 도쿄 국제 포럼 홀A (추가 공연)

#### 세트 리스트
1. This Is Who I Am
2. EASY
3. Energetic
4. make a secret
5. IZM
6. LAZER
7. is this love
8. DO THE MOTION
9. まもりたい ~White Wishes~
10. ネコラブ
11. Smile again ~ Every Heart-ミンナノキモチ- ~ JEWEL SONG
12. THE END そして and...
13. Possibility duet with 三浦大知
14. 永遠
15. Fallin'
16. Joyful Smile
17. LOSE YOUR MIND
18. BUMP BUMP!

<앵콜>
1. Eat You Up
2. Before you said goodbye to me
3. my all

(총 21곡)

#### 콘서트 DVD
2010년 4월 16일 공연 모습이 수록된 콘서트 DVD 《BoA LIVE TOUR 2010
~IDENTITY~)》가 2010년 8월 18일에 발매되었다.

### 《BoA LIVE TOUR 2014 WHO'S BACK?》 (2014년)
《BoA LIVE TOUR 2014 WHO'S BACK?》은 일본에서 개최된 여덟 번째 단독 콘서트이다. 일본 여덟 번째 정규 앨범 《WHO'S BACK?》의 발매 시기에 맞추어 도쿄에서 시작하여 총 5회의 공연을 펼쳤다.

#### 일정·개최지
- 2014년 9월 8일 : 도쿄 NHK 홀
- 2014년 9월 7일 : 도쿄 NHK 홀
- 2014년 9월 14일 : 일본특수도업시민회관포레스트홀(구 나고야 시민 회관 )
- 2014년 9월 20일 : 오사카 오릭스 극장
- 2014년 9월 23일 : 후쿠오카 국제 회의장

#### 세트 리스트
1. Shout it out
2. Valenti
3. Listen to my heart
4. message
5. eat you up
6. look who's talking
7. I did it for love
8. jewel song
9. コノヨノシルシ
10. Close to me
11. only one
12. 七色の明日～brand new beat～
13. call my name
14. Do the motion
15. lose your mind
16. Rock with you
17. No.1
18. ID; peace B
19. bump bump!
20. Quincy
21. MASAYUME CHASING
22. First time
23. Fly(신곡)
24. Fun

#### 콘서트 이야기
- 마지막 후쿠오카 공연에서는 보아의 콘서트중 최초로 더블앵콜이 열렸다. 보아와 팬들이 함께 메리크리를 불렀다.

### 《BoA THE LIVE in Billboard Live》(2017년)
《BoA THE LIVE in Billboard Live》은 일본에서 개최된 아홉 번째 단독 콘서트이다. 도쿄와 오사카에서 총 12회의 공연을 펼쳤다.

#### 일정·개최지
- 2017년 5월 11일 : 빌보드라이브 도쿄 (오후7시, 9시30분 2회 공연)
- 2017년 5월 12일 : 빌보드라이브 도쿄 (오후7시, 9시30분 2회 공연)
- 2017년 5월 16일 : 빌보드라이브 오사카 (오후6시30분, 9시30분 2회 공연)
- 2017년 5월 17일 : 빌보드라이브 오사카 (오후6시30분, 9시30분 2회 공연)
- 2017년 6월 12일 : 빌보드라이브 도쿄 (오후7시, 9시30분 2회 공연) (추가공연)
- 2017년 6월 13일 : 빌보드라이브 도쿄 (오후7시, 9시30분 2회 공연) (추가공연)

#### 세트 리스트
1. LOVE LETTER
2. キミのとなりで
3. MC ①
4. Jazzclub (미발표곡)
5. Moon & Sunrise
6. MC ②
7. A Thousand Years (영화 트와일라잇 OST) (1부 커버곡)
8. Save The Best For Last (2부 커버곡)
9. close to me
10. MC ③
11. Make Me Complete
12. VALENTI
13. MC ④
14. (Medley) ~ コノヨノシルシ
15. DO THE MOTION
16. make a secret ~
17. MC ⑤
18. JEWEL SONG (앵콜)

### 《BoA THE LIVE 2018 ~Unchained~》(2018년)
《BoA THE LIVE 2018 ~Unchained~》은 일본에서 개최된 열 번째 단독 콘서트이다. 삿포로를 시작으로 후쿠오카, 나고야, 오사카, 도쿄에서 총 7회 공연 예정이다.
또한 관객 전원에게 미니앨범 Unchained CD반을 함께 증정할 예정이며, CD+DVD반은 mu-mo 한정으로 발매가 될 예정이다.

#### 일정·개최지
- 2018년 3월 15일 : ZEPP 삿포로
- 2018년 3월 21일 : 후쿠오카 국제회의장 메인홀
- 2018년 3월 23일 : ZEPP 나고야
- 2018년 3월 30일 : ZEPP 오사카 Bayside
- 2018년 3월 31일 : ZEPP 오사카 Bayside
- 2018년 4월 3일 : ZEPP 도쿄
- 2018년 4월 4일 : ZEPP 도쿄

#### 세트 리스트
1. Where am I now
2. ありがとうサヨナラ
3. MC 1
4. コノヨノシルシ
5. Only One
6. MC 2
7. DO THE MOTION
8. MC 3
9. Song With No Name~名前のない歌~
10. close to me
11. MC 4
12. Baby you.. (“그런 너” 일본어 ver.)
13. Make Me Complete
14. 보아 퇴장 및 밴드 연주
15. Treasure (브루노 마스 커버)
16. Man In The Mirror (마이클 잭슨 커버)
17. MC 5
18. 메들리

```
     1) QUINCY
     2) make a secret
     3) Rock With You
     4) LISTEN TO MY HEART
     5) Shine We Are!
     6) VALENTI
```

1. Jazzclub (+밴드/댄서 소개)

[앵콜]
1. 私このままでいいのかな
2. MC 6
3. FLY

## 일본에서 개최한 단독공연

### 《TV아사히 BoA OUTGROW Special Live》 (2006년)
전원 초청제로 행해진 라이브로, 같은 해 2월에 발매된 보아의 4번 째 오리지널 앨범인 《OUTGROW》를 내건 공연이다. 보아이외에도 같은 소속사인 천상지희(현재명:천상지희 더 그레이스)와 ARIA도 퍼포먼스를 펼쳤다.
초반 3곡은 헤드셋마이크를 쓴 채로 노래를 했으며, 앵콜에서는 감정이 북받친 보아가 눈물을 흘림으로 인해 Everlasting을 다시 불렀고 이 곡은 총 2번 부른 것이 되었다.

#### 일정·개최지
1. 2006년 3월 6일 : 시부야 AX

#### 세트 리스트
1. 抱きしめる
2. make a secret
3. OUTGROW~Ready Butterfly~
4. DO THE MOTION
5. キミのとなりで
6. With U

<앵콜>
1. Everlasting

(총 7곡. 그러나 Everlasting을 두 번 불렀기에 8곡)

### 《SHIDAX presents "Winter Love"X'masLIVE》 (2006년)
전원 초청제로 행해진 스페셜 라이브.

#### 일정·개최지
1. 2006년 12월 7일 : ZEPP 도쿄

#### 세트 리스트
1. White Christmas
2. JEWEL SONG
3. Last Christmas
4. 白い恋人達
5. キミのとなりで
6. The Christmas Song
7. Winter Love

<앵콜>
1. メリクリ

(총 8곡)

### 《BoA THE LIVE "X'mas"》 (2007년)
2007년 12월 10일, 11일 이틀간 개최 된 크리스마스 라이브이며, <BoA THE LIVE>의 제2탄과 같은 성격을 가진다. 전년도의 <BoA THE LIVE>와 비교했을 때 다른 점은, 보아본인도 춤을 추는 부분이다(제1부는 댄스,댄서의 출연은 없음). 보아의 라이브 사상 처음으로, 제1부와 제2부를 나눈 구성의 라이브이다. 이 라이브의 일부는 TBS에서 2008년8월5일 아침 방송 되었으며, 앨범《THE FACE》의 초회한정반에 수록 된 DVD에서 볼 수 있다.

#### 일정·개최지
1. 2007년 12월 10일 : 도쿄 국제 포럼 홀A
2. 2007년 12월 11일 : 도쿄 국제 포럼 홀A

#### 세트 리스트
"제1부"
1. The Christmas Song
2. LOVE LETTER
3. 赤鼻のトナカイ(일본어・한국어・영어 버전)
4. クリスマス・イブ(야마시타 타쓰로의 곡을 커버)
5. キミのとなりで
6. Winter Love
7. 世界の片隅で
8. First Snow

"제2부"
1. Santa Baby
2. DO THE MOTION
3. make a secret
4. flower
5. All I want for christmas is you(머라이어 캐리의 곡을 커버)
6. コノヨノシルシ
7. Diamond Heart
8. Jingle Bell

<앵콜>
1. LOSE YOUR MIND(신곡)
2. With U
3. メリクリ

(총 19곡)

#### 콘서트 DVD
콘서트 DVD 《BoA THE LIVE "X'mas"(2008)》가 2008년 3월 19일에 발매되었다(커버곡은 수록되지 않았다).

### 《BoA THE LIVE 2009 "X'mas"》 (2009년)
2년만에 행해진 크리스마스 라이브. 이전의 크리스마스 라이브와 마찬가지로 2부구성으로 행해졌으며, 제1부는 'Holy Night with BoA'로 발라드 계열의 곡을 선곡, 제2부는 'Party Night with BoA'로 칭하여 댄서와 함께 퍼포먼스를 보여주었다.

#### 일정·개최지
1. 2009년 12월 4일 : 도쿄 국제 포럼 홀A
2. 2009년 12월 5일 : 도쿄 국제 포럼 홀A
3. 2009년 12월 8일 : 오사카 국제 회의장

#### 세트 리스트
"제1부"
1. Joy to the world~Winter wonderland
2. キミのとなりで
3. LONG TIME NO SEE
4. Style
5. This Christmas
6. まもりたい~White Wishes~(신곡)
7. THE ENDそしてand…(신곡)
8. MEGA STEP
9. 永遠

"제2부"
1. 赤鼻のトナカイ
2. BUMP BUMP!
3. Midnight Parade
4. Billie Jean(마이클 잭슨의 곡을 커버)
5. SOME DAY ONE DAY
6. 心の手紙
7. コノヨノシルシ
8. Silent Night
9. メリクリ

<앵콜>
1. Winter Love
2. First Snow

(총 20곡)

#### 콘서트 DVD
2009년 12월 5일 공연 모습이 수록된 콘서트 DVD 《BoA THE LIVE 2009 "X'mas"》가 2010년 3월 3일에 발매되었다(단, 전 공연과 마찬가지로 커버곡은 수록되지 않았다).

### 《BoA THE LIVE 2010 "X'mas"》 (2010년)
2년 연속으로 행해진 3번째 크리스마스 라이브. 오사카에서의 공연은 행해지지 않았다.
지금까지의 크리마스 라이브와는 달리, 중도 휴식을 포함한 2부 구성의 공연이 아닌 그 이전의 라이브와 같은 형태로 이루어졌다.

#### 일정·개최지
1. 2010년 12월 20일 : 도쿄 국제 포럼 홀A
2. 2010년 12월 21일 : 도쿄 국제 포럼 홀A

#### 세트 리스트
1. It's The Most Wonderful Time Of The Year
2. コノヨノシルシ
3. WOO WEEKEND
4. メドレー(永遠/Possibility/Winter Love/This is Who I Am)
5. Prayer
6. Jingle Bell Rock
7. Santa Claus is Coming To Town
8. First Snow
9. Have Yourself a merry little Christmas
10. Moon Blue (Stevie Wonder)
11. Over~Across The Time~
12. BUMP BUMP!
13. QUINCY
14. I SEE ME
15. Give love on Christmas day

<앵콜>
1. メリクリ

(총 16곡)

#### 콘서트 DVD
콘서트 DVD 《BoA THE LIVE 2010 "X'mas"》가 2011년 5월 4일에 발매되었다.

### 《BoA THE LIVE 2011 "X'mas"~The 10th Anniversary Edition~》 (2011년)
3년 연속으로 행해진 4번째 크리스마스 라이브. 2011년은 보아의 일본 데뷔 10주년이 되는 해로 이것을 기념한 라이브를 겸하기 위해 "The 10th Anniversary Edition"이라는 부제목이 붙었다.
라이브 공연의 마지막 날인 두번째 공연에서, 앵콜곡인 메리크리를 부르는 도중에 감정이 북받쳐 눈물을 흘려 노래를 못하게 되자, 관객들이 대신 합창을 하는 일이 있었다. 그러나 이 날의 공연은 추후 DVD로 발매될 예정인 것을 보아 자신이 밝히며, 다시 한 번 메리크리를 불렀다.

#### 일정·개최지
1. 2011년 12월 10일 : 도쿄 국제 포럼 홀A
2. 2011년 12월 11일 : 도쿄 국제 포럼 홀A

#### 세트 리스트
1. Let it snow(다이하드의 곡을 커버)
2. VALENTI
3. 気持ちはつたわる
4. LISTEN TO MY HEART
5. Shine We Are!
6. No.1
7. 七色の明日~brand new beat~
8. コノヨノシルシ
9. QUINCY
10. JEWEL SONG
11. キミのとなりで
12. Someone Like You(아델의 곡을 커버)
13. DO THE MOTION
14. 奇跡
15. ROCK WITH YOU
16. LOSE YOUR MIND
17. BUMP BUMP!
18. 永遠
19. I SEE ME
20. Milestone

<앵콜>
1. メリクリ

(총 21곡)

#### 콘서트 DVD
2011년 12월 11일 공연 모습이 수록된 콘서트 DVD 《BoA THE LIVE 2011 "X'mas"~The 10th Anniversary Edition~》가 2012년 3월 7일에 발매되었다.

### 《BoA THE LIVE 2018 "X'mas"》 (2018년)
7년 만에 열리는 5번째 크리스마스 라이브.

#### 일정·개최지
1. 2018년 12월 20일 : 도쿄 마이하마 앰피시어터
2. 2018년 12월 21일 : 도쿄 마이하마 앰피시어터

## SM TOWN 콘서트

### 《SM Live in CHINA》 (2002년)

#### 일정·개최지
1. 2002년 11월 23일 : 중국 항주

#### 세트리스트
| china (November 23, 2002) |
| (Intro) Dreams Come true  |
| 기적                      |
| Valenti                   |
| No.1                      |

### 《소년소녀가장돕기 자선콘서트 2002 SMILE CONCERT》 (2002년)

#### 일정·개최지
1. 2002년 12월 31일 : 대한민국 서울 코엑스홀

- 12월 31일 m.net 방송 (방송시간 오후10시~오전12시)

#### 세트리스트
| South korea, seoul(december 31, 2002) |                             |
|                                       |                             |
|                                       |                             |
| Snow in My Mind                       | 슈, BoA, M.I.L.K, 이삭N지연 |
| My Angel My Light                     | SMTOWN ALL CAST             |

### 《SMTOWN Live '08》 (2008년)

#### 일정·개최지
1. 2008년 8월 15일 : 대한민국 서울

#### 세트리스트
| Seoul (August 15, 2008)              |                                                   |
| Moto                                 |                                                   |
| My Name                              |                                                   |
| 공중정원                             |                                                   |
| Girls On Top                         |                                                   |
| Rock With You                        |                                                   |
| Hot Mail 태양은 가득히 여행을 떠나요 | SMtown All CAST 마이크없이 음원 틀어놓고 돌아다님 |

### 《SM Town Live '10 World Tour》 (2010년, 2011년)

#### 일정·개최지
1. 2010년 8월 21일 : 대한민국 서울
2. 2010년 9월 4일 : 미국 LA
3. 2010년 9월 11일 : 중국 상해
4. 2011년 1월 25-26일, 9월 2-4일 : 일본 도쿄
5. 2011년 10월 23일 : 미국 뉴욕

#### 세트리스트
| Los Angeles (September 4, 2010) |                       |
| My Name                         |                       |
| I Did It for Love               | feat. KEY (OF SHINEE) |
| Dangerous                       |                       |
| 옆사람                          |                       |
| Energetic                       |                       |
| Hurricane Venus                 |                       |
| 빛                              | SMtown All CAST       |
| New York (October 23, 2011)     |                       |
| Look Who's Talking              |                       |
| I Did It for Love               | feat. KEY (OF SHINEE) |
| Eat You Up                      |                       |
| Copy & Paste                    |                       |
| Hurricane Venus                 |                       |
| 빛                              | SMtown All CAST       |

### 《SM Town Live World Tour III 》 (2012년, 2013년)

#### 일정·개최지
1. 2012년 5월 20일 : 미국 애너하임
2. 2012년 6월 9일 : 대만
3. 2012년 8월 4-5일 : 일본 도쿄
4. 2012년 8월 18일 : 대한민국 서울
5. 2012년 9월 22일 : 인도네시아 자카르타
6. 2012년 11월 23일 : 싱가포르
7. 2012년 11월 25일 : 태국 방콕
8. 2013년 10월 19일 : 중국 북경
9. 2013년 10월 26-27일 : 일본 도쿄

#### 세트리스트
| Anaheim, USA (May 20, 2012)                                                                             |                                                   |
| Look Who's Talking                                                                                      |                                                   |
| Energetic                                                                                               |                                                   |
| One Dream                                                                                               | feat. KEY & Kris                                  |
| I Did It for Love                                                                                       | feat. KEY (OF SHINEE)                             |
| Hurricane Venus                                                                                         |                                                   |
| 빛 | SMtown All CAST                                   |
| Tokyo, Japan (August 4-5, 2012)                                                                         |                                                   |
| Lose You Mind                                                                                           |                                                   |
| Hurricane Venus                                                                                         |                                                   |
| The Shadow                                                                                              |                                                   |
| Only One                                                                                                | dance with 은혁                                   |
| 빛 | SMtown All CAST                                   |
| Seoul, South Korea (August 18, 2012)                                                                    |                                                   |
| Dear My Family (I AM OST ver.)                                                                          |                                                   |
| Hurricane Venus                                                                                         |                                                   |
| Not Over U                                                                                              |                                                   |
| The Shadow                                                                                              |                                                   |
| Only One                                                                                                | dance with 태민                                   |
| 빛 | SMtown All CAST                                   |
| Jakarta, Indonesia (September 22, 2012)                                                                 |                                                   |
| Hurricane Venus                                                                                         |                                                   |
| Not Over U                                                                                              |                                                   |
| The Shadow                                                                                              |                                                   |
| Only One                                                                                                | dance with 태민                                   |
| 빛 | SMtown All CAST                                   |
| Singapore (November 23, 2012), Bangkok, Thailand (November 25, 2012), Beijing, China (October 19, 2013) |                                                   |
| Hurricane Venus                                                                                         |                                                   |
| My Name                                                                                                 |                                                   |
| No.1 |                                                   |
| Only One                                                                                                | dance with 세훈(싱가포르), 태민(태국), 루한(중국) |
| 빛 | SMtown All CAST                                   |
| Tokyo, Japan (October 26/27, 2013)                                                                      |                                                   |
| Hurricane Venus                                                                                         |                                                   |
| Message                                                                                                 |                                                   |
| Bump! Bump!                                                                                             |                                                   |
| Only One (Japanese Ver.)                                                                                | dance with 세훈                                   |
| 빛 | SMtown All CAST                                   |

### 《SM Town Live World Tour IV》 (2014년, 2015년)

#### 일정·개최지
1. 2014년 8월 15일 : 대한민국 서울
2. 2014년 10월 4-5일 : 일본 도쿄
3. 2014년 10월 18일 : 중국 상해
4. 2015년 3월 21일 : 대만
5. 2015년 7월 5-6일 : 일본 도쿄 (Special Edition)
6. 2015년 7월 25-26일 : 일본 오사카

#### 세트리스트
| Seoul, South Korea (August 15, 2014) Shanghai, China (October 18, 2014) Hsinchu, Taiwan (March 21, 2015) |                                        |
| Girls On Top                                                                                             |                                        |
| No.1 |                                        |
| My Name                                                                                                  |                                        |
| Only One                                                                                                 | dance with 은혁(한국), 세훈(중국,대만) |
| 빛 | SMtown All CAST                        |
| Tokyo, Japan (October 4/5, 2014)                                                                         |                                        |
| Shout It Out                                                                                             |                                        |
| First Time                                                                                               |                                        |
| Masayume Chasing                                                                                         |                                        |
| Only One (Japanese Ver.)                                                                                 | dance with 레이                        |
| 빛 | SMtown All CAST                        |
| Tokyo, Japan (Special Edition) (July 5/6, 2015) Osaka, Japan (July 25/26, 2015)                          |                                        |
| Shout It Out                                                                                             |                                        |
| First Time                                                                                               |                                        |
| Masayume Chasing                                                                                         |                                        |
| Kiss My Lips (Korean Ver.)                                                                               |                                        |
| 빛 | SMtown All CAST                        |

### 《SM Town Live World Tour V IN JAPAN》 (2016년)

#### 일정·개최지
1. 2016년 7월 16-17일 : 일본 오사카

#### 세트리스트
| Osaka, Japan (July 16 - 17, 2016) |                 |
| Dear My Family                    |                 |
| Shout It Out                      |                 |
| Valenti (Japanese Ver.)           |                 |
| Only One (Japanese Ver.)          | dance with 태민 |
| Lookbook                          |                 |
| 빛                                | SMtown All CAST |

### 《SM Town Live World Tour VI》 (2017년,2018년)

#### 일정·개최지
1. 2017년 7월 8일 : 대한민국 서울 상암월드컵경기장
2. 2017년 7월 15-16일 : 일본 오사카 쿄세라돔
3. 2017년 7월 27-28일 : 일본 도쿄 도쿄돔
4. 2018년 4월 6일 : 아랍에미리트 두바이 오티즘 락스 아레나

#### 세트리스트
| Seoul, Korea (July 8, 2017)                 |                               |
| The Shadow                                  | NOWNESS Concert Ver.          |
| My Name                                     |                               |
| CAMO                                        |                               |
| Only One                                    | dance with 세훈(EXO)          |
| 빛                                          | SMtown All CAST               |
| Tokyo, Osaka, Japan (July 15 - 28, 2017)    |                               |
| The Shadow                                  | NOWNESS Concert Ver.          |
| My Name                                     |                               |
| CAMO                                        |                               |
| Only One (Japanese ver.)                    | dance with 세훈(EXO)          |
| 빛                                          | SMtown All CAST               |
| Dubai, United Arab Emirates (April 6, 2018) |                               |
| 내가 돌아                                   |                               |
| Only One                                    | dance with 은혁(Super Junior) |
| CAMO                                        |                               |
| ONE SHOT, TWO SHOT                          |                               |
| 빛                                          | SMtown All CAST               |

### 《SMTOWN LIVE 2018 IN OSAKA》 (2018년)

#### 일정·개최지
1. 2018년 7월 28-30일 : 일본 오사카 쿄세라돔

#### 세트리스트
| Osaka, Japan (July 28 - 30, 2018) |                      |
| 내가 돌아(NEGA DOLA)              |                      |
| Only One (Japanese ver.)          | dance with 세훈(EXO) |
| CAMO                              |                      |
| ONE SHOT, TWO SHOT                |                      |
| 빛                                | SMtown All CAST      |

### 《SMTOWN Special Stage In Santiago》 (2019년)

#### 일정·개최지
1. 2019년 1월 18-19일 : 칠레 산티아고 에스타디오 나시오날 데 칠레

#### 세트리스트
| Santiago, Chile (January 18 - 19, 2019) |                          |
| No Matter What                          | feat.태용 (NCT 127)      |
| ONE SHOT, TWO SHOT                      |                          |
| Only One                                | dance with 태민 (샤이니) |
| AMOR                                    |                          |
| WOMAN                                   |                          |
| 빛                                      | SMtown All CAST          |

## 쇼케이스

### BoA Debut Convention
| 개최일         | 도시 | 국가 | 개최지      |
| -------------- | ---- | ---- | ----------- |
| 2001년 3월 7일 | 동경 | 일본 | 벨파레 클럽 |

### BoA SHOWCASE [WOMAN]
| 개최일           | 도시 | 국가     | 개최지         |
| ---------------- | ---- | -------- | -------------- |
| 2018년 10월 24일 | 서울 | 대한민국 | SMTOWN THEATER |

## 팬미팅

### SOUL MEMBER MEETING VOL.4
| 개최일                     | 도시 | 국가 | 개최지             |
| -------------------------- | ---- | ---- | ------------------ |
| 2008년 11월 22일 (1일 2회) | 동경 | 일본 | 시나가와 스텔라 볼 |

### SOUL MEMBER MEETING VOL.5 ~BoA 10th Anniversary & Birthday Party~
| 개최일                    | 도시 | 국가 | 개최지             |
| ------------------------- | ---- | ---- | ------------------ |
| 2011년 11월 5일 (1일 2회) | 동경 | 일본 | 시나가와 스텔라 볼 |

### BoA SOUL 10th Anniversary Event
| 개최일                    | 도시 | 국가 | 개최지             |
| ------------------------- | ---- | ---- | ------------------ |
| 2013년 6월 29일 (1일 2회) | 동경 | 일본 | 시나가와 스텔라 볼 |

### SOUL FANMEETING VOL.6 ~BoA's history and...~
| 개최일                     | 도시 | 국가 | 개최지             |
| -------------------------- | ---- | ---- | ------------------ |
| 2015년 10월 10일 (1일 2회) | 동경 | 일본 | 시나가와 스텔라 볼 |

### SOUL MEMBER MEETING VOL.7~After Party at Night~
| 개최일                    | 도시 | 국가 | 개최지     |
| ------------------------- | ---- | ---- | ---------- |
| 2018년 6월 23일 (1일 2회) | 동경 | 일본 | 토요스 PIT |

### SOUL presents FANMEETING ~BoA's ROOM~
| 개최일                   | 도시 | 국가 | 개최지     |
| ------------------------ | ---- | ---- | ---------- |
| 2025년 3월 8일 (1일 2회) | 동경 | 일본 | 토요스 PIT |